# Комаров Георгій Володимирович
Комаров Георгій Володимирович (1896—1944) — учасник Громадянської війни в Росії і Німецько-радянської війни, стрілець 470-го стрілецького полку 194-ї стрілецької дивізії 48-й армії 1-го Білоруського фронту, парторг роти, єфрейтор Герой Радянського Союзу (1945).

## Біографія
Георгій Комаров народився 3 лютого 1896 року в селі Зав'ялово (нині — Зав'ялівка Бугурусланський район Оренбурзької області). Тут закінчив початкову школу, потім сім'я переїхала в Абдуліно, Учасник Громадянської війни 1918—1922 років.
До Німецько-радянської війни працював у Абдулінском паровозному депо, потім у вагонному депо станції «Куйбишев» у місті Куйбишеві. Член КПРС з 1931. У лютому 1943 році пішов добровольцем на фронт. З липня того ж року — на фронтах Німецько-радянської війни. Брав участь в боях на Центральному, Білоруському і 1-му Білоруському фронтах. До червня 1944 року єфрейтор Георгій Комаров був парторгом і стрільцем 470-го стрілецького полку 194-ї стрілецької дивізії 48-й армії1-го Білоруського фронту. Відзначився під час Білоруської операції.
24 червня 1944 року Комаров брав участь у прориві німецької оборони на південний схід Рогачовскому районі Гомельської області Білоруської РСР, переправлявся через Дніпро, брав участь в боях на плацдармі на його західному березі. Потім він брав участь у форсуванні річки Щара на південь від Слоніма. 4 вересня 1944 року Комаров брав участь у прориві німецької оборони біля річки Нарев на територіїПольщі. У тому бою він отримав важке поранення, але продовжував битися. Від отриманих поранень він помер 5 жовтня 1944 року.
Спочатку був похований у селі Яново Лазовецького повіту Ломжинського воєводства Польщі, але згодом перепохований у братській могилі в селі Лахи-Дворський Маковського повіту Мазовецького воєводства до 9 кілометрів на південь від міста Ружан.
Указом Президії Верховної Ради СРСР від 24 березня 1945 р. за «зразкове виконання бойових завдань командування на фронті боротьби з німецькими загарбниками і проявлені при цьому мужність і героїзм» єфрейтор Георгій Комаров посмертно був удостоєний високого звання Героя Радянського Союзу і Орденом Леніна.
На будівлі Зав'ялівської школи встановили меморіальну дошку, у пам'ять герою ім'я якого присвоєно школі, а також названа вулиця на честь героя в місті Абдуліно.

## Документи
- Інформація з наказу про виключення зі списків. Меморіал (банк даних). Архів оригіналу за 4 Березня 2016.(рос.)
- Інформація з Книги Пам'яті. Меморіал (банк даних). Архів оригіналу за 7 Травня 2016.(рос.)
- Герой Радянського Союзу. Подвиг народу (база даних) (Сайт). Архів оригіналу за 13 березня 2012. Процитовано 23 квітня 2016.(рос.)
- Медаль «За відвагу». Подвиг народу (база даних)(Сайт). Архів оригіналу за 13 березня 2012. Процитовано 23 квітня 2016.(рос.)
- Орден Червоного Прапора. Подвиг народу (база даних)(Сайт). Архів оригіналу за 13 березня 2012. Процитовано 23 квітня 2016.(рос.)